# Calamagrostis staintonii
Calamagrostis staintonii är en gräsart som beskrevs av Gurcharan Singh. Calamagrostis staintonii ingår i släktet rör, och familjen gräs.
Artens utbredningsområde är Nepal. Inga underarter finns listade i Catalogue of Life.